# فنجان فارادی

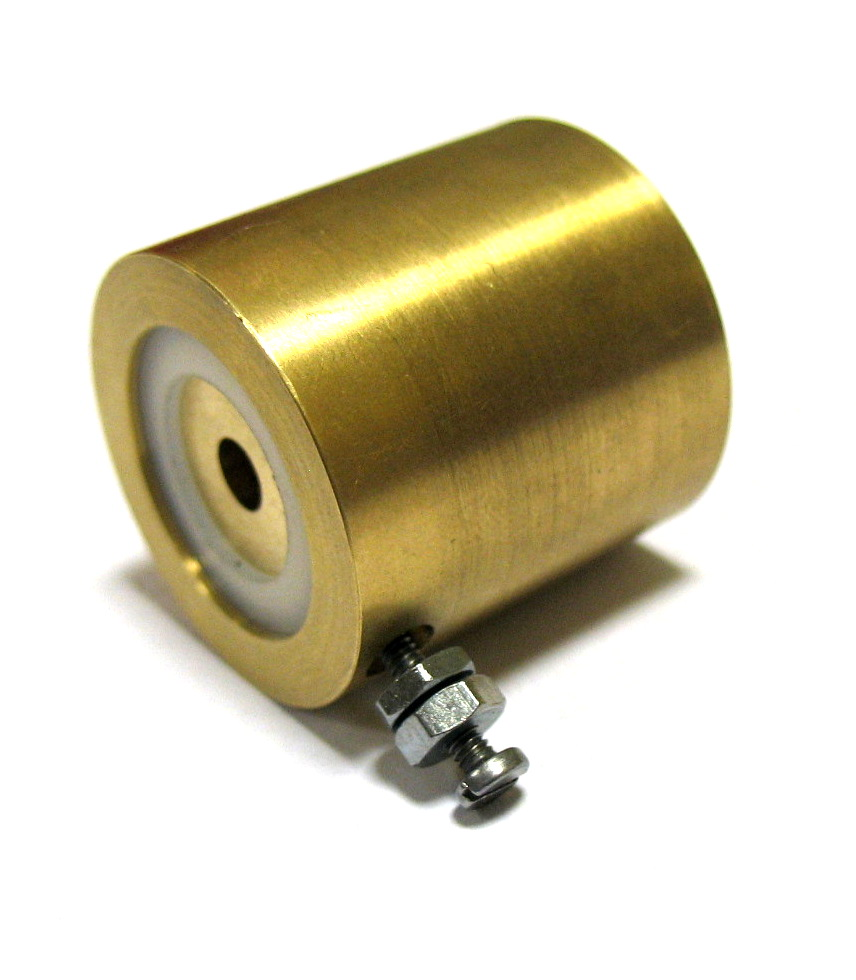
دید روبروی یک فنجان فارادی

فنجان فارادی یک کاواک رسانای فلزی است که برای در تله انداختن (محدود کردن) ذرات باردار در خلأ طراحی شده‌است. در نتیجه، با استفاده از جریان اندازه‌گیری‌شده می‌توان تعداد یون‌ها یا الکترون‌های فنجان (کاواک) را تعیین کرد. فنجان فارادی پس از مایکل فارادی، که اولین نظریه‌پرداز یون‌ها در سال ۱۸۳۰ بود، نامیده شده‌است. فنجان فاراده عموما برای اندازه گیری جریان ذرات باردار بعنوان مثال در شتابدهنده های ذرات استفاده میشود. اما در برخی موارد با طراحی برای کار در فرکانسهای بالا برای اندازه گیری خصوصیات زمانی دقیق یک پالس یا مجموعه ای از ذرات باردار هم استفاده میشود.